# 1. Sibirisches Armeekorps (Russisches Kaiserreich)
Das 1. Sibirische Armeekorps war ein Großverband des Kaiserlich Russischen Heeres. Es wurde im Mai 1900 aufgestellt und 1918 aufgelöst.

## Geschichte
Im Mai 1900 wurde das 1. Sibirische Armeekorps unter dem Befehl von Generalleutnant Nikolai Linewitsch im Militärbezirk Amur aufgestellt.
Während des Russisch-Japanischen Krieges nahm es an den Schlachten von Te-li-ssu, Tashihchiao, Liaoyang, Sandepu und Mukden teil und war damit eines der am meisten eingesetzten russischen Großverbände während des Krieges. Das Armeekorps war Teil der russischen Streitkräfte, die die Verbindung mit dem belagerten Port Arthur wiederherstellen sollten. Der Entsatzversuch scheiterte jedoch, denn das Armeekorps sah sich den wiederholten Angriffen der japanischen 2. Armee ausgesetzt, die die Russen entlang der Bahnlinie Port Arthur-Mukden immer weiter Richtung Mukden zurückdrängte.
Das Armeekorps nahm am Ersten Weltkrieg teil und wurde 1918 aufgelöst.

## Gliederung

### 1900
- 1. Ostsibirische Schützen-Division (Generalleutnant Gerngross)
  - 1. Brigade (Generalmajor Rutowski)
    - 1. Infanterie-Regiment (3 Bataillone)
    - 2. Infanterie-Regiment (3 Bataillone)

  - 2. Brigade (Generalmajor Maximowitsch)
    - 3. Infanterie-Regiment (3 Bataillone)
    - 4. Infanterie-Regiment (3 Bataillone)

  - 1. Ostsibirische Schützen-Artillerie-Brigade (Generalmajor Lutschowski)
    - 4 Feldartillerie-Batterien (jeweils 6 Geschütze)
- 9. Ostsibirische Schützen-Division (Generalmajor Kondratowitsch)
  - 1. Brigade (Generalmajor Krause)
    - 33. Infanterie-Regiment (3 Bataillone)
    - 34. Infanterie-Regiment (3 Bataillone)

  - 2. Brigade (Generalmajor Sükow)
    - 35. Infanterie-Regiment (3 Bataillone)
    - 36. Infanterie-Regiment (3 Bataillone)

  - 9. Ostsibirische Schützen-Artillerie-Brigade (Generalmajor Mrosowski)
    - 4 Feldartillerie-Batterien (jeweils 6 Geschütze)
- 1 Maschinengewehr-Kompanie
- Ussuri Kavallerie-Brigade
  - Grenzgarde Kavallerie-Regiment (4 Sotnias [Kompanien])
  - Grenzgarde Artillerie-Batterie (4 chinesische Gebirgskanonen)
  - Primorsk Dragoner-Regiment
  - 2. Transbaikal Kosaken-Batterie
  - 1. Ostsibirisches Pionier-Bataillon

### 1914
- 1. Sibirische Infanterie-Division
- 2. Sibirische Infanterie-Division
- Ussuri Kavallerie-Brigade
- 1. Sibirisches Artillerie-Bataillon
- 2. Sibirisches schweres Artillerie-Bataillon
- 1. Sibirisches Ponton-Bataillon
- 1. Sibirisches Funker-Bataillon

## Oberbefehlshaber
|    | Name                                                 | Von           | Bis        |
| -- | ---------------------------------------------------- | ------------- | ---------- |
| 1. | Generalleutnant Nikolai Petrowitsch Linewitsch       | Mai 1900      | Juli 1903  |
| 2. | Generalleutnant Wladimir Wiktorowitsch Sacharow      | November 1903 | April 1904 |
| 3. | Generalleutnant Georgi Karlowitsch von Stackelberg   | April 1904    | März 1905  |
| 4. | Generalleutnant Alexander Alexejewitsch Gerngross    | Mai 1905      | Juni 1910  |
| 5. | Generalleutnant Jakow Fjodorowitsch Schkinski        | Juni 1910     | April 1911 |
| 6. | Generalleutnant Arkadi Nikanorowitsch Nischtschenkow | April 1911    | Mai 1912   |
| 7. | Generalleutnant Michail Michailowitsch Pleschkow     | Mai 1912      | Juli 1916  |
| 8. | Generalleutnant Jewgeni Andrejewitsch Iskrizki       | Juli 1916     | 1918       |